# Orlando de la Torre
Orlando de la Torre Castro (Trujillo, 1943. november 21. – 2022. augusztus 24.) válogatott perui labdarúgó, hátvéd.

## Pályafutása

### Klubcsapatban
1961 és 1974 között a Sporting Cristal, 1974-ben az ecuadori Barcelona SC, 1974–76-ban a Sport Boys, 1977-ben az Atlético Chalaco, majd a Juan Aurich labdarúgója volt. A Sportinggal négy bajnoki címet nyert.

### A válogatottban
1967 és 1973 között 39 alkalommal szerepelt a perui válogatottban. Tagja volt az 1970-es mexikói világbajnokságon résztvevő csapatnak.

## Sikerei, díjai
Sporting Cristal
- Perui bajnokság
  - bajnok (4): 1961, 1968, 1970, 1972